# 182 엘사

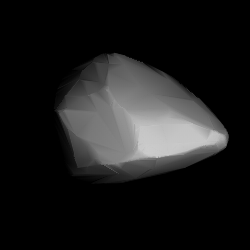
182 엘사의 3D 모델.

182 엘사는 소행성대 내부에 위치한 소행성으로 지름 약 44km이다. 1878년 2월 7일 오스트리아의 천문학자 요한 팔리사가 현재 크로아티아에 위치한 오스트리아 해군 천문대에서 발견되었다. 분광형은 S형 소행성이고 자전 주기가 80시간으로 매우 길며 길쭉한 모양을 하고있을 가능성이 높다. 182 엘사의 이름은 아직까지도 어떻게 명명되었는지 불확실하다.

## 궤도 및 분류
182 엘사는 돌이 많은 소행성들로 구성된 소행성대의 소행성군인 마살리아군의 구성원이다.
3년 9개월( 1,371일 )마다 한번씩 태양을 2.0 AU에서 2.9 AU 떨어진 곳에서 돌고 있다. 궤도 이심률은 0.19이다.